# جو بانی
جو بانی (انگلیسی: Joe Bunney؛ زادهٔ ۲۶ سپتامبر ۱۹۹۳) بازیکن فوتبال اهل بریتانیا است.
از باشگاه‌هایی که در آن بازی کرده‌است می‌توان به باشگاه فوتبال کندال تاون، باشگاه فوتبال استوک‌پورت کانتی، باشگاه فوتبال روچدیل، باشگاه فوتبال لانکستر، و باشگاه فوتبال نورتویچ ویکتوریا اشاره کرد.